# Professione: assassino (film 1972)
Professione: assassino (The Mechanic) è un film del 1972 diretto da Michael Winner e interpretato da Charles Bronson e Jan-Michael Vincent. Il film è noto per l'assenza di dialoghi nei primi 16 minuti della pellicola, durante i quali il protagonista prepara l'assassinio della sua vittima predestinata.
Nel 2011 è stato realizzato un remake dal titolo identico, Professione assassino, diretto da Simon West ed interpretato da Jason Statham.

## Trama
Arthur Bishop è un "meccanico", un valente sicario al soldo di un'organizzazione segreta di livello internazionale, dotata di regole ferree e per cui lavora in esclusiva. Bishop è una persona molto sofisticata, ama ascoltare musica classica, ha una collezione di opere d'arte ed è un esperto di vini pregiati. Il suo lavoro, però, gli impone una vita solitaria, non potendo egli mostrare le proprie emozioni o dare fiducia alle persone.
Bishop si trova sotto costante stress emotivo, tanto da doversi sottoporre a cure antidepressive, e un giorno viene ricoverato in seguito a una perdita di conoscenza dovuta a tale stress. In un tentativo di superare tale problema, egli paga una prostituta affinché gli scriva delle ardenti e sofisticate lettere d'amore, non potendo egli concedersi una vera relazione sentimentale, che metterebbe a rischio la sua eventuale compagna.
Quando gli viene affidato l'incarico di assassinare uno dei capi dell'organizzazione, "Big Harry" McKenna, Bishop gli spara facendogli credere che i colpi provengano da un cecchino nascosto, così da indurlo alla fuga. Perché Bishop sa dei problemi cardiaci di Big Harry e la fuga su per una ripida salita provoca a quest'ultimo un infarto, con Bishop che infine lo uccide soffocandolo.
Al funerale di Harry, Arthur Bishop incontra Steve, l'ambizioso, narcisista e spietato figlio di Harry. Questi è incuriosito dalla figura di Bishop e cerca di scoprire qualcosa di più su di lui, ma anche Arthur vuole conoscerlo meglio, perché ha capito che Steve ha le caratteristiche giuste per diventare anch'egli un assassino. Lo prende quindi come allievo, insegnandogli tra l'altro che "ogni persona ha una debolezza e, una volta trovata, il bersaglio diventa facile da uccidere", ma i suoi superiori sono contrari alla sua scelta tanto che, in seguito a un caotico assassinio portato a termine dai due, l'organizzazione lo avverte che la sua decisione di coinvolgere Steve è stata vista come un segnale di egoismo.
Ad Arthur viene quindi affidato un nuovo incarico della massima urgenza, da portare a termine in Italia, e ancora una volta egli coinvolge Steve e lo porta con sé, nonostante tra gli oggetti del giovane collaboratore egli abbia trovato delle informazioni su se stesso simili a quelle da lui usate per preparare le uccisioni delle sue vittime. Una volta in Italia i due si avvicinano all'imbarcazione dove credevano di trovare la loro vittima predestinata, per poi accorgersi che si tratta di una trappola, riuscendo poi a scampare all'agguato e ad uccidere i loro sicari.
Ritenendo di aver completato il suo apprendistato, Steve brinda con Arthur dopo aver ricoperto di brucina, un alcaloide incolore e mortale, il bicchiere del suo mentore. Capendo di essere stato avvelenato, Bishop chiede a Steve se lo ha fatto perché gli ha ucciso il padre, ma il giovane gli risponde che non aveva capito che il padre fosse stato assassinato. Steve in seguito schernisce Bishop e alla fine gli rivela che la sua è una vendetta.
Steve quindi ritorna a casa di Bishop per prendere la Ford Mustang che aveva lasciato lì e, messosi al volante, trova un biglietto sullo specchietto retrovisore che dice: "Steve, se stai leggendo questo significa che io non ce l'ho fatta e che hai innescato un detonatore a tempo. Fine del gioco. Bang! Sei morto". Mentre Steve afferra freneticamente la maniglia della portiera l'auto esplode.